# نهر كوبر كريك
نهر كوبر كريك (بالإنجليزية: Cooper Creek)، أحد أشهر أنهار أستراليا، وهو الموقع الذي تُوفيَ فيه المستكشفيَن وليام جون ويلز وروبرت أوهارا بورك، اللذان كانا ضمن حملة بيرك ويلز.
ونهر كوبر كريك هو الجزء الجنوبي من نهر باركو يتشكل بعد نقطة التقاء نهري طومسون وباركو قرب وبندورا في جنوب غرب كوينزلاند في أستراليا، يصب نهر كوبر كريك في حوض بحيرة إير (بالإنجليزية: Eyre)، يعتمد تدفق هذا النهر على سقوط الأمطار الموسمية على المناطق العليا شرق كوينزلاند، حيث يمر على منطقة واسعة من وسط أستراليا، ويبلغ طول نهر كوبر كريك 1300 كم.